# 개태 (요)
개태(開泰, 1012년 11월 ~ 1021년 11월)는 요나라(거란국) 성종(聖宗) 야율 융서(耶律 隆緖)의 두번째 연호이다. 9년 1개월 가량 사용하였다.

## 개원
- 통화(統和) 30년 11월 1일[1](1012년 12월 16일)에 연호를 개태(開泰)로 개원함.[2][3][4]

- 개태(開泰) 10년 11월 12일[5](1021년 12월 18일)에 연호를 태평(太平)으로 개원함.[6][7][4]

## 연대 대조표
| 개태       | 원년                    | 2년        | 3년        | 4년        | 5년        | 6년             | 7년        | 8년        | 9년        | 10년       |
| 서기(西紀) | 1012년                  | 1013년     | 1014년     | 1015년     | 1016년     | 1017년          | 1018년     | 1019년     | 1020년     | 1021년     |
| 간지(干支) | 임자(壬子)              | 계축(癸丑) | 갑인(甲寅) | 을묘(乙卯) | 병진(丙辰) | 정사(丁巳)      | 무오(戊午) | 기미(己未) | 경신(庚申) | 신유(辛酉) |
| 북송(北宋) | 대중상부 (大中祥符) 5년 | 6년        | 7년        | 8년        | 9년        | 천희(天禧) 원년 | 2년        | 3년        | 4년        | 5년        |

## 동시대 연호

### 중국
송(宋)
- 대중상부(大中祥符) (1008년 ~ 1016년)
- 천희(天禧) (1017년 ~ 1021년)

대리국(大理國)
- 명계(明啓) (1010년 ~ 1022년)

### 베트남
- 투언티엔(順天) (1010년 ~ 1028년)

### 일본
- 조와(長和) (1012년 ~ 1017년)
- 간닌(寬仁) (1017년 ~ 1021년)
- 지안(治安) (1021년 ~ 1024년)

## 같이 보기
- 다른 왕조의 같은 연호
  - 쩐 왕조(陳朝) 카이타이(開泰, 1324년 ~ 1329년)

- 중국의 연호 목록